# Тривз, Фредерик
Сэр Фредерик Тривз, 1-й баронет (англ. Frederick Treves), Рыцарь Великого Креста Королевского Викторианского ордена, Кавалер Славы, Кавалер Ордена Бани (15 февраля 1853 г. — 7 декабря 1923 г.) — британский хирург Викторианской эпохи. Кроме непосредственно врачебной деятельности Тривз известен благодаря дружбе с Джозефом Мерриком, известным как «человек-слон», о котором Тривз оставил воспоминания.
В 1980 году на экраны вышел фильм Дэвида Линча «Человек-слон», в котором роль Тривза исполнил Энтони Хопкинс.

## Биография
Тривз был сыном обойщика из Дорчестера (графство Дорсет). Он получил медицинское образование в Лондонской медицинской школе и в 1879 году стал помощником хирурга в Лондонском госпитале (сейчас — Лондонский Королевский госпиталь). Позднее Тривз стал преподавателем в медицинской школе при Лондонском госпитале. Начав с должности демонстратора практической анатомии (1881—1884), Тривз впоследствии стал лектором по анатомии (1884—1893), преподавателем оперативной хирургии (1893—1894) и лектором по хирургии (1893—1897). В 1882 году Тривз опубликовал свою первую научную работу «Scrofula and its Gland Diseases» (с англ. — «Золотуха и заболевания гланд»). Параллельно с научной и преподавательской деятельностью Тривз успешно занимался частной практикой. Он основал свою хирургическую клинику, которая специализировалась на полостных операциях. Практика шла настолько успешно и приносила настолько большой доход, что в 1898 Тривз оставил пост хирурга в Лондонском госпитале.
В качестве врача Тривз участвовал в Англо-бурской войне 1899—1902 гг..
Два самых знаменитых пациента Тривза — это английский король Эдуард VII и Джозеф Меррик. В 1902 году Тривз провел королю операцию по удалению аппендикса. Операция была проведена за два дня до предполагаемой коронации. Король не желал откладывать коронацию, однако Тривз настоял на необходимости операции. В итоге коронация была перенесена на полтора месяца. Операция прошла успешно, и на следующий год король пожаловал Тривзу титул баронета. Другой знаменитый пациент — это «человек-слон» Джозеф Меррик, который получил широкую известность из-за своего уродства, которое современные ученые объясняют нейрофиброматозом типа I и синдромом Протея. Тривз оставил воспоминания о Меррике, которые впоследствии легли в основу бродвейской пьесы Бернарда Померанса и фильма Дэвида Линча. В книге Тривза Меррик по непонятным причинам назван Джоном (вместо Джозефа), что привело к распространенному заблуждению по поводу имени Меррика (в частности в вышеупомянутом фильме он тоже назван Джоном).
C 1909 по 1923 год был председателем Лондонского радиевого института.
В 1877 г. Тривз женился на Энн Элизабет Мейсон из его родного Дорчестера. После ухода на пенсию Эдуард VII предоставил Тривзу поместье в Ричмонд-Парке, однако проблемы со здоровьем вынудили Тривза в 1920 г. перебраться на Женевское озеро в Эвиан. 7 декабря 1923 г. Тривз скончался. Его останки были кремированы, а прах захоронен на кладбище Дорчестера. В числе тех, кто присутствовал на похоронах Тривза, был английский поэт Томас Харди, давний друг Тривза.

## Публикации
- Scrofula and Glandular Disease (Лондон, 1882)
- Surgical applied Anatomy (Лондон, 1883; седьмое издание 1918)
- Intestinal Obstructions (Лондон, Cassell & Co, 1884) — книга получила Джексоновскую премию
- A Manual of Surgery (Лондон, 1886) — с несколькими соавторами
- A case of haemophilia: pedigree through five generations (Лондон, 1886)
- A German-English Dictionary of Medical Terms (Лондон, 1890; вместе с Х. Лангом)
- A Manual of Operative Surgery (Лондон, 1891)
- Students Handbook of Surgical Operations (Лондон, 1892; пятое издание 1930)
- The Highways and Byways of Dorset (Лондон, 1906) — описание малой родины Тривза
- Uganda for a Holiday
- The Land That is Desolate
- The Cradle of the Deep (1908) — описание путешествия в Вест-Индии
- The Elephant Man and other reminiscences (1923) — воспоминания о Человеке-слоне